# Lista de participantes das cúpulas do BRICS
Esta lista de participantes das cúpulas do BRICS apresenta as pessoas que participaram em representação de cada país integrante do agrupamento internacional nas reuniões de cúpula ocorridas anualmente desde 2009. O BRICS é um fórum de cooperação internacional e diálogo entre cinco países — Brasil, Rússia, Índia, China e África do Sul.

## Líderes atuais
| País                   | Título            | Incumbente | Incumbente        | Início de mandato (Tempo no cargo)                  | Partido político | Partido político            |
| ---------------------- | ----------------- | ---------- | ----------------- | --------------------------------------------------- | ---------------- | --------------------------- |
| Brasil                 | Presidente        |            | Lula              | 1 de janeiro de 2023 (2 anos, 4 meses e 4 dias)     |                  | Partido dos Trabalhadores   |
| Rússia                 | Presidente        |            | Vladimir Putin    | 7 de maio de 2012 (12 anos, 11 meses e 28 dias)     | Independente     | Independente                |
| Índia                  | Primeiro-ministro |            | Narendra Modi     | 26 de maio de 2014 (10 anos, 11 meses e 9 dias)     |                  | Bharatiya Janata            |
| China                  | Presidente        |            | Xi Jinping        | 14 de março de 2013 (12 anos, 1 mês e 21 dias)      |                  | Partido Comunista           |
| África do Sul          | Presidente        |            | Cyril Ramaphosa   | 15 de fevereiro de 2018 (7 anos, 2 meses e 20 dias) |                  | Congresso Nacional Africano |
| Egito                  | Presidente        |            | Abdul Al-Sisi     | 8 de junho de 2014 (10 anos, 6 meses e 27 dias)     | Independente     | Independente                |
| Etiópia                | Primeiro-ministro |            | Abiy Ahmed        | 2 de abril de 2018 (7 anos, 1 mês e 3 dias)         |                  | Partido da Prosperidade     |
| Irão                   | Presidente        |            | Masoud Pezeshkian | 28 de julho de 2024 (9 meses e 7 dias)              |                  | Indepedente                 |
| Arábia Saudita         | Rei               |            | Salman            | 23 de janeiro de 2015 (10 anos, 3 meses e 12 dias)  | —                | —                           |
| Emirados Árabes Unidos | Presidente        |            | Maomé bin Zayed   | 14 de maio de 2022 (2 anos, 11 meses e 21 dias)     | —                | —                           |

## Líderes por reunião de cúpula
| Cúpula | Países-membros             | Países-membros             | Países-membros             | Países-membros             | Países-membros             | Países-membros              | Países-membros              | Países-membros              | Países-membros              | Países-membros              |
| Cúpula | Membros-fundadores (BRICS) | Membros-fundadores (BRICS) | Membros-fundadores (BRICS) | Membros-fundadores (BRICS) | Membros-fundadores (BRICS) | Membros convidados (BRICS+) | Membros convidados (BRICS+) | Membros convidados (BRICS+) | Membros convidados (BRICS+) | Membros convidados (BRICS+) |
| Cúpula | Brasil                     | Rússia                     | Índia                      | China                      | África do Sul              | Egito                       | Etiópia                     | Irão                        | Indonésia                   | Emirados Árabes Unidos      |
| ------ | -------------------------- | -------------------------- | -------------------------- | -------------------------- | -------------------------- | --------------------------- | --------------------------- | --------------------------- | --------------------------- | --------------------------- |
| 2009   | Lula da Silva              | Medvedev                   | Singh                      | Hu                         | —                          | —                           | —                           | —                           | —                           | —                           |
| 2010   | Lula da Silva              | Medvedev                   | Singh                      | Hu                         | —                          | —                           | —                           | —                           | —                           | —                           |
| 2011   | Rousseff                   | Medvedev                   | Singh                      | Hu                         | Zuma                       | —                           | —                           | —                           | —                           | —                           |
| 2012   | Rousseff                   | Medvedev                   | Singh                      | Hu                         | Zuma                       | —                           | —                           | —                           | —                           | —                           |
| 2013   | Rousseff                   | Putin                      | Singh                      | Xi                         | Zuma                       | —                           | —                           | —                           | —                           | —                           |
| 2014   | Rousseff                   | Putin                      | Modi                       | Xi                         | Zuma                       | —                           | —                           | —                           | —                           | —                           |
| 2015   | Rousseff                   | Putin                      | Modi                       | Xi                         | Zuma                       | —                           | —                           | —                           | —                           | —                           |
| 2016   | Temer                      | Putin                      | Modi                       | Xi                         | Zuma                       | —                           | —                           | —                           | —                           | —                           |
| 2017   | Temer                      | Putin                      | Modi                       | Xi                         | Zuma                       | —                           | —                           | —                           | —                           | —                           |
| 2018   | Temer                      | Putin                      | Modi                       | Xi                         | Ramaphosa                  | —                           | —                           | —                           | —                           | —                           |
| 2019   | Bolsonaro                  | Putin                      | Modi                       | Xi                         | Ramaphosa                  | —                           | —                           | —                           | —                           | —                           |
| 2020   | Bolsonaro                  | Putin                      | Modi                       | Xi                         | Ramaphosa                  | —                           | —                           | —                           | —                           | —                           |
| 2021   | Bolsonaro                  | Putin                      | Modi                       | Xi                         | Ramaphosa                  | —                           | —                           | —                           | —                           | —                           |
| 2022   | Bolsonaro                  | Putin                      | Modi                       | Xi                         | Ramaphosa                  | —                           | —                           | —                           | —                           | —                           |
| 2023   | Lula da Silva              | Putin                      | Modi                       | Xi                         | Ramaphosa                  | —                           | —                           | —                           | —                           | —                           |
| 2024   | Lula da Silva              | Putin                      | Modi                       | Xi                         | Ramaphosa                  | al-Sisi                     | Ahmed Ali                   | Pezeshkian                  | —                           | al-Nahyan                   |
| 2025   | Lula da Silva              | Putin                      | Modi                       | Xi                         | Ramaphosa                  | al-Sisi                     | Ahmed Ali                   | Pezeshkian                  | Subianto                    | al-Nahyan                   |